# 卢坤 (1963年)
卢坤（1963年4月7日—），男，江苏江阴人，中华人民共和国外交官，曾任中华人民共和国驻多米尼克国特命全权大使和中华人民共和国驻加纳共和国特命全权大使。

## 生平
1985年，毕业于外交学院，进入中华人民共和国外交部工作，先后在驻赞比亚大使馆、外交部非洲司、驻埃及大使馆、外交部干部司、驻以色列大使馆任职，后任驻以色列大使馆参赞。2004年，任外交部办公厅政工参赞。2005年9月，挂职安徽省黄山市人民政府副秘书长。2006年10月，回任外交部办公厅参赞，职级为副司级。2008年，任驻多伦多总领事馆副总领事、首席馆员。2010年11月，任驻芝加哥总领事馆副总领事、首席馆员，主管侨务工作。2012年，任驻以色列大使馆公使衔参赞。2015年，任外交部办公厅公使衔参赞、创新委副主任。2016年11月，出任中华人民共和国驻多米尼克大使。2021年1月，出任中华人民共和国驻加纳大使。2024年6月，自驻加纳大使离任。

## 家庭
已婚，有一子。